# Centropus superciliosus
Il cucal cigliabianche o cuculo fagiano dai sopraccigli bianchi (Centropus superciliosus Hemprich & Ehrenberg, 1828) è un uccello della famiglia Cuculidae.

## Distribuzione e habitat
Questo uccello vive nell'Africa centrale orientale e occidentale, dal Gabon alla Namibia e dal Sudan al Mozambico, sull'isola di Socotra, in Arabia Saudita e in Yemen.

## Tassonomia
Centropus superciliosus ha tre sottospecie:
- Centropus superciliosus sokotrae
- Centropus superciliosus superciliosus
- Centropus superciliosus loandae